# Берардо деи Марси
Берардо деи Марси (Berardo, также известный как Berardo Berardi, Berardo dei Marsi) — католический церковный деятель XI-XII века. Стал кардиналом-дьяконом церкви Сант-Адриана на консистории 1099 года. Затем в 1100 году стал кардиналом-священником Сан-Кризогоно. Позднее, в этом же году избран епископом Марси.
Народное почитание епископа Бераардо началось сейчас после его смерти: его культ был принят и подтвержден папой Пием VII 10 мая 1802.